# Бегендыков, Язмухамед
Язмухамед Бегендыков (1908, Мервский уезд, Закаспийская область, Российская империя — 1955) — председатель колхоза «Красная Армия». Герой Социалистического Труда.

## Биография
Родился в 1908 году в селении Марчак Мервского уезда.
В 1933 году вступил в местную сельскохозяйственную артель. С 1935 года работал в колхозе бригадиром полеводов, с 1940 года — председателем колхоза. В 1940 году вступил в Всесоюзную коммунистическую партию большевиков/Коммунистическую партию Советского Союза.
В годы Великой Отечественной войны активно поддерживал движение по сбору денежных средств для армии и труженики колхоза «Красная Армия» собрали 535 тысяч рублей. Сам же в это движение внёс 15 тысяч рублей (2,8 % от общего сбора). После своего пожертвования был отмечен благодарственной телеграммой от Председателя Совета народных комиссаров СССР Иосифа Виссарионовича Сталина.
С 1951 года работал председателем Кировского районного исполнительного комитета.
Скончался в 1955 году.

## Награды и почётные звания
- Золотая медаль «Серп и Молот» (05.04.1948);
- Орден Ленина (11.04.1947);
- Орден Ленина (05.04.1948);
- Орден Трудового Красного Знамени (13.12.1944);
- Орден Трудового Красного Знамени (11.06.1949);
- Медаль «За трудовую доблесть» (28.01.1950);
- Благодарственная телеграмма от Председателя Совета народных комиссаров СССР Иосифа Виссарионовича Сталина.

Также имеет другие медали. 